# East Bay (Baie de San Francisco)
Pour les articles homonymes, voir East Bay.

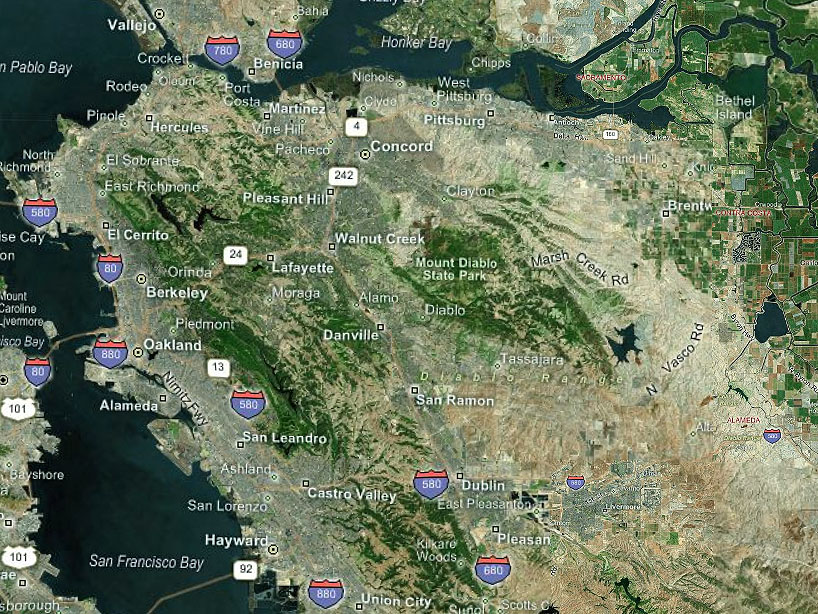
Vue satellite de East Bay.

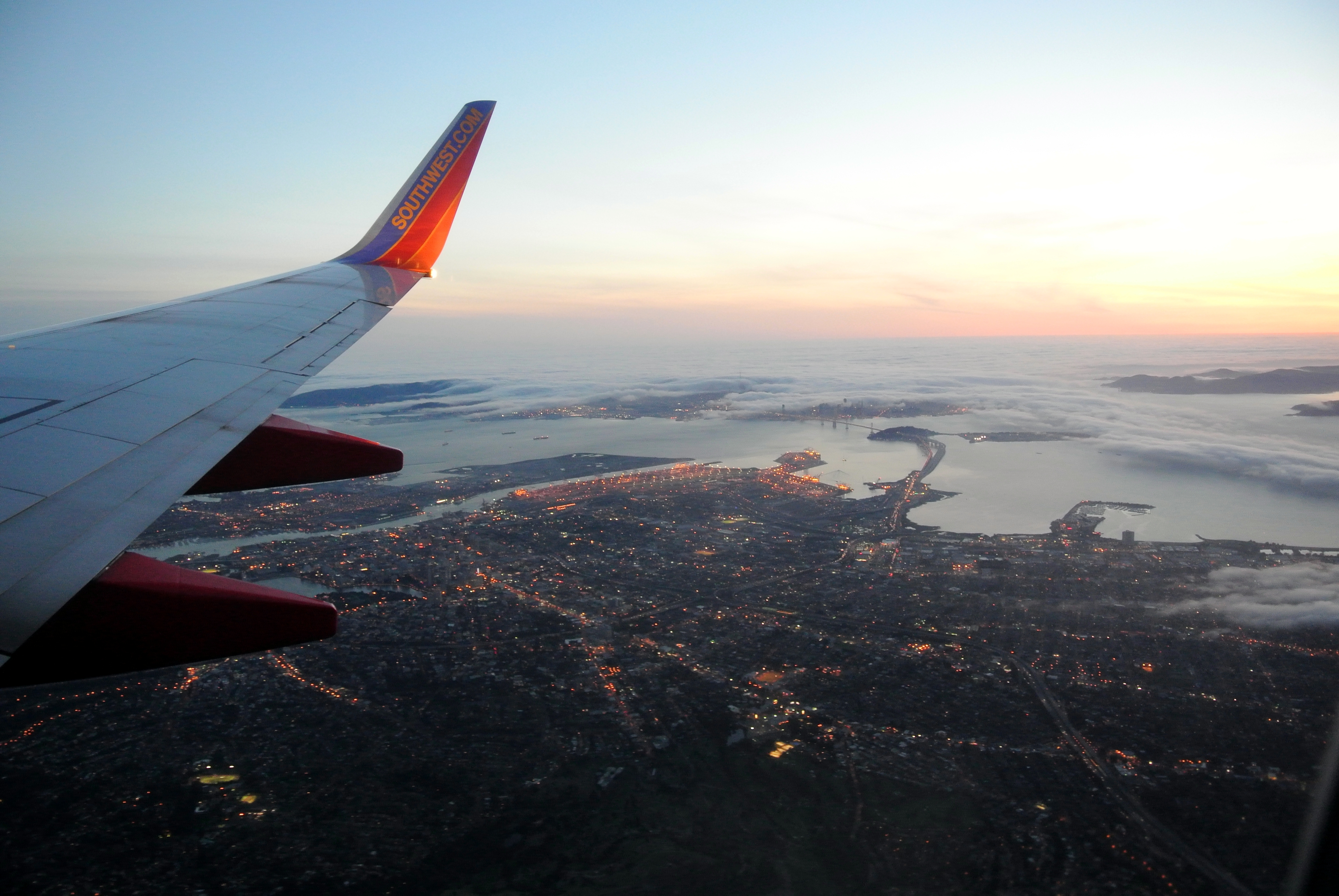
Vue aérienne de East Bay.

East Bay est un terme informel utilisé généralement pour désigner la zone est de la baie de San Francisco, dans la région de la baie de San Francisco. Cela correspond aux comtés d'Alameda et de Contra Costa, bien que désignant initialement seulement les villes le long de la rive nord-est de la baie de San Francisco et la rive sud de la baie de San Pablo.
Avec une population d'environ 2,5 millions d'habitants en 2010, elle est la sous-région la plus peuplée de la région de la baie de San Francisco. Oakland est la plus grande ville dans cette sous-région et la troisième dans la région de la baie de San Francisco. Elle est reliée au reste de la baie par de nombreuses autoroutes et par la Bay Area Rapid Transit.
Le journal hebdomadaire East Bay Express a été fondé en 1978 à Oakland.